# YUMING BRAND PART.2
『YUMING BRAND PART.2』（ユーミン・ブランド・パート・ツー）は、1979年10月25日に発売された荒井由実の編集盤である。1976年にリリースされたベスト盤『YUMING BRAND』の続編ということになっているが、アルファレコードによってアーティストの意思とは関係なく発売された類のアルバム（非公式ベスト・アルバム）であるため、EMIミュージック・ジャパン内の彼女の公式ウェブサイトのディスコグラフィーには掲載されていない。
アルファレコードのレコード・CD制作撤退に伴い、現在は廃盤である。

## 収録曲

### Side A
1. グッド・ラック・アンド・グッドバイ
アルバム『14番目の月』より。
2. 天気雨
アルバム『14番目の月』より。
3. 朝陽の中で微笑んで
アルバム『14番目の月』より。
4. たぶんあなたはむかえに来ない
アルバム『MISSLIM』より。
5. 航海日誌
アルバム『COBALT HOUR』より。
6. 雨の街を
アルバム『ひこうき雲』より。

### Side B
1. さざ波
アルバム『14番目の月』より。
2. 花紀行
アルバム『COBALT HOUR』より。
3. 中央フリーウェイ
アルバム『14番目の月』より。
4. 雨のステイション
アルバム『COBALT HOUR』より。
5. CHINESE SOUP
アルバム『COBALT HOUR』より。
6. そのまま
アルバム『ひこうき雲』より。

- 作詞・作曲：荒井由実
- 編曲：松任谷正隆(except track A-6,B-6)、荒井由実&キャラメル・ママ(track A-6,B-6)